# Tamanofuji Shigeru
Tamanofuji Shigeru (玉ノ富士茂, également Shigeru Akutsu; né le 24 novembre 1949 à Ogawa, dans la préfecture de Tochigi, et mort le 21 juin 2021 à la préfecture d'Ōita) est un lutteur de sumo japonais. 

## Biographie
Il fait ses débuts professionnels en 1967 et atteint le rang le plus élevé de sekiwake en 1978. Il remporte trois prix spéciaux et remporte deux étoiles d'or. À sa retraite de la compétition active en 1981, il devient un aîné dans l'association japonaise de sumo. Il est l'entraîneur-chef de l'écurie Kataonami de 1987 à 2010, date à laquelle il change son nom d'aîné en Tateyama. Il atteint l'âge de retraite obligatoire de l'association sumo en novembre 2014, mais est réembauché pour cinq ans supplémentaires en tant que consultant. L'association Sumo annonce en avril 2019 qu'il a quitté son poste, environ sept mois avant la date prévue. Tamanofuji meurt le 21 juin 2021 à 71 ans d'un cancer du foie,,.